# Atlapetes pallidinucha
Tico-tico-de-nuca-pálida ou tico-tico-de-nuca-clara (Atlapetes pallidinucha) é uma espécie de ave da família Emberizidae.
Pode ser encontrada nos seguintes países: Colômbia, Equador, Peru e Venezuela.
Os seus habitats naturais são: regiões subtropicais ou tropicais úmidas de alta altitude.